# Franklin-Gletscher
Der Franklin-Gletscher befindet sich in den südlichen Coast Mountains in der kanadischen Provinz British Columbia.
Der 18,5 km lange und im Mittel 1,5 km breite Talgletscher entwässert eine vergletscherte Region an der Südflanke des Mount Waddington. Er entsteht an der Vereinigung mehrerer Quellgletscher (Finality-, Fury-, Regal- und Dais-Gletscher) auf einer Höhe von 2000 m 7,3 km westsüdwestlich des Mount Waddington. Der Franklin-Gletscher strömt anfangs 7 km in Richtung Südsüdost. Von Westen treffen der Shelf- und der Whitetip-Gletscher sowie von Osten der Corridor- und der Agur-Gletscher auf den Franklin-Gletscher. Dieser wendet sich nun in Richtung Westsüdwest und später nach Südwesten. Die Gletscherzunge befindet sich auf einer Höhe von etwa 700 m. Das Schmelzwasser gelangt über den Franklin River zum 20 km weiter südlich gelegenen Knight Inlet. Der Gletscher befindet sich auf dem Rückzug.
Südwestlich des Nährgebietes des Franklin-Gletschers befindet sich das Zentrum eines erloschenen Vulkans, dem so genannten Franklin-Gletscher-Vulkan.
Auf dem Franklin-Gletscher hatte 1934 eine Gruppe kanadischer Bergsteiger, zu der auch Neal M. Carter gehörte, ihr Basislager für die Erstbesteigung des Mount Waddington aufgeschlagen. Ihr Versuch wurde jedoch nach dem tödlichen Absturz eines der Bergsteiger abgebrochen.